# Elecciones municipales de 2023 en La Adrada
Las elecciones municipales de 2023 se celebraron en La Adrada el domingo 28 de mayo, de acuerdo con el Real Decreto de convocatoria de elecciones locales en España dispuesto el 3 de abril de 2023 y publicado en el Boletín Oficial del Estado el 4 de abril. Se eligieron a los 11 concejales del pleno del Ayuntamiento de La Adrada, a través de un sistema proporcional (método d'Hondt), con listas cerradas y un umbral electoral del 5%.

## Candidaturas
En abril de 2023 se publicaron 7 candidaturas, el PSOE con el anterior alcalde Juan José Tomás Esteban a la cabeza, el Partido Popular con María del Pilar Martínez Saguar, Por Ávila con Félix Mora Domínguez en cabeza, Vox con Vicente Gómez Pérez en cabeza, el nuevo partido Partido Nuestra Tierra con Roberto Aparicio Cuéllar en cabeza, Por La Adrada con David López Sacido en cabeza y Podemos con Rebeca Acevedo García a la cabeza.

## Resultados
Tras las elecciones, el nuevo partido Partido Nuestra Tierra se alzó como el ganador irrumpiendo en el hemiciclo con 5 escaños, el Partido Popular que mantuvo sus 4 escaños, seguido de Por La Adrada  que consiguió entrar al hemiciclo con un escaño y el PSOE que fue el perdedor de las elecciones, perdiendo 5 de sus 6 concejales, obteniendo solo 1.
|                 | Partido Nuestra Tierra (PNTAV)           | 533   | 35,55                                   | 5                                       |  |  |  |  |  |
|                 | Partido Popular (PP)                     | 532   | 35,49                                   | 4                                       |  |  |  |  |  |
|                 | Por La Adrada                            | 154   | 11,27                                   | 1                                       |  |  |  |  |  |
|                 | Partido Socialista Obrero Español (PSOE) | 142   | 9,47                                    | 1                                       |  |  |  |  |  |
| Podemos         | Podemos                                  | 62    | 4,13                                    | 0                                       |  |  |  |  |  |
| Vox             | Vox                                      | 30    | 2,00                                    | 0                                       |  |  |  |  |  |
| Por Ávila       | Por Ávila                                | 22    | 1,46                                    | 0                                       |  |  |  |  |  |
| Votos en blanco | Votos en blanco                          | 24    | 1,60                                    | n/a                                     |  |  |  |  |  |
| Votos válidos   | Votos válidos                            | 1.475 | 100,00                                  | 11                                      |  |  |  |  |  |
| Votos nulos     | Votos nulos                              | 43    | Participación: · \| \| 73,53 % \| 3.00% | Participación: · \| \| 73,53 % \| 3.00% |  |  |  |  |  |
| Votantes        | Votantes                                 | 1.542 | Participación: · \| \| 73,53 % \| 3.00% | Participación: · \| \| 73,53 % \| 3.00% |  |  |  |  |  |
| Electores       | Electores                                | 2.097 | Participación: · \| \| 73,53 % \| 3.00% | Participación: · \| \| 73,53 % \| 3.00% |  |  |  |  |  |
|                 | 73,53 %                                  |       |                                         |                                         |  |  |  |  |  |

## Concejales electos
| N.º | Nombre                          | Lista | Lista  |
| --- | ------------------------------- | ----- | ------ |
| 1   | Roberto Aparicio Cuéllar        |       | PTAV   |
| 2   | María del Pilar Martínez Saguar |       | PP     |
| 3   | Gemma González Saugar           |       | PTAV   |
| 4   | Marcos Davila Morato            |       | PP     |
| 5   | Victoriano Rodríguez Rodríguez  |       | PTAV   |
| 6   | Verónica Corbalán Dolera        |       | PP     |
| 7   | David López Sacido              |       | POR.LA |
| 8   | Juan José Tomás Esteban         |       | PSOE   |
| 9   | Vanessa Christine Satur Satur   |       | PTAV   |
| 10  | Borja Linares Saguar            |       | PP     |
| 11  | Santiago Martínez González      |       | PTAV   |